# Ekkehard Stoevesand

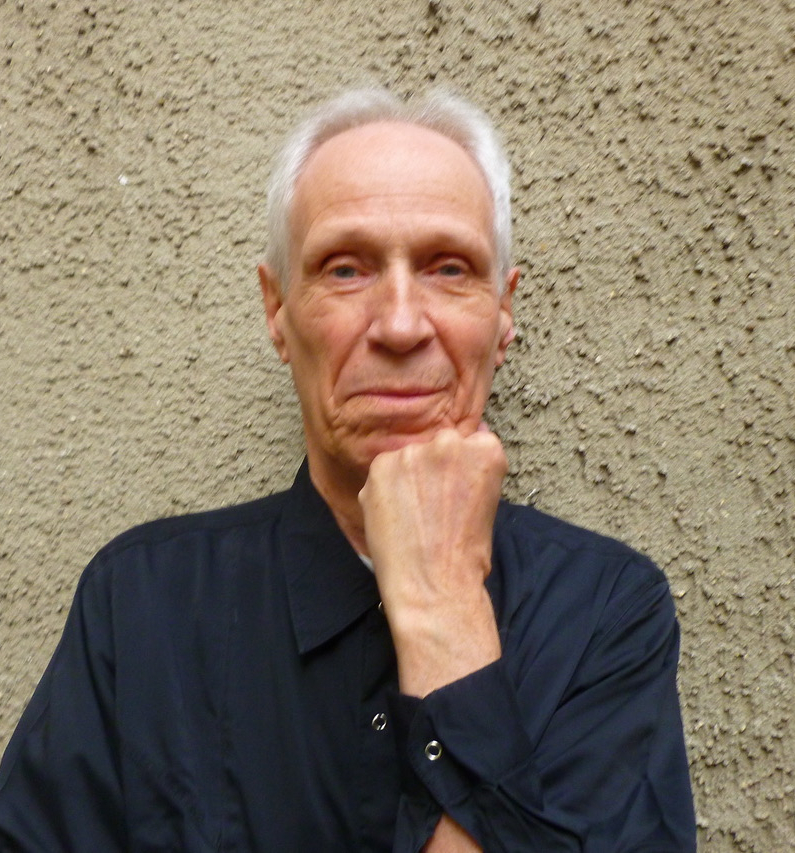
Ekkehard Stoevesand (2016)

Ekkehard Stoevesand (* 25. Juni 1946 in Gransee) ist ein deutscher Bildhauer und Maler.

## Werdegang
Aufgewachsen in Berlin studierte er von 1968 bis 1974 Bildhauerei an der Staatlichen Hochschule für Bildende Künste Berlin. Von 1974 bis 1977 war Stoevesand als Kunsterzieher am Kaiserin-Auguste-Viktoria-Gymnasium in Celle tätig. In dieser Zeit absolvierte er von 1975 bis 1977 parallel sein Studium der Malerei an der Kunstakademie in Hannover. Seit 1978 lebt und arbeitet er als freischaffender Künstler überwiegend in Berlin.
Stoevesand ist seit 1995 verheiratet und wohnt mit seiner Frau in Berlin-Friedenau.

## Wirken
Stoevesand arbeitete zunächst als Bildhauer, wandte sich aber bald der abstrakten expressionistischen Malerei zu. Seine Werke in den 1990er Jahren waren vom "Nachdenken über Deutschland" geprägt. Dem Betrachter fällt dies vor allem durch die Farben Schwarz/Rot/Gelb und das Motiv Brandenburger Tor in seinen Bildern auf.
Nach einem ersten Besuch 1998 in Hongkong, bereiste Ekkehard Stoevesand mehrmals die chinesische Volksrepublik zu privaten Studienaufenthalten. Diese führten 2002 zu seiner ersten Ausstellung in der Gallery Waterpark in Tianjin sowie zu einer Gastprofessur in 2003 an der Tianjin Academy of Fine Arts. Während seiner späteren, mehrwöchigen Aufenthalte arbeitete er zudem in verschiedenen Ateliers in Tianjin sowie in der 798 Art Zone im Kunstbezirk Dashanzi von Peking. In dieser Zeit schuf er seine eigene, Sichtweise der Entwicklung in der Volksrepublik China vom „langsamen Tempo“ zum „alles neu, modern und hochtechnologisch“. Seinen lokalen Kollegen fiel er dabei besonders dadurch auf, dass er das Fahrrad als Verkehrsmittel bevorzugte. Stoevesand wurde zum gemeinsamen Arbeiten von chinesischen Künstlern eingeladen. Die dabei entstandenen Arbeiten wurden in der Deutschen Botschaft sowie von chinesischen Galeristen ausgestellt.
Seine Bilder erstellte Ekkehard Stoevesand vornehmlich in Mischtechnik auf Karton oder Papier. Einige Werke hat er auf alten Schullandkarten gemalt.
1996 schrieb Wilhelm Gauger über die Arbeiten von Ekkehard Stoevesand: "Es ist eine Welt, wo sich immer wieder im Spiel und Kampf von Formen, Farben und Linien parallele Elemente zusammenfinden und den Eindruck von Strömung erzeugen - eine Ordnung, die aus dem Chaos hervorgeht und in ihm Richtungen aufkommen lässt, wie eine Art von sinnvollem Zufall."

## Ausstellungen (Auswahl)
- 1998 Schering Kunstverein, Berlin
- 2001 Kunst ist eine Insel • Kunstfestival, Helgoland
- 2003 Deutsche Botschaft, Peking, China
- 2006 Nude or What • 15. September–30. September • XYZ Art Gallery at 798 Dashanzi Art Center, Peking, China[5]
- 2006 Jenseits der Großen Mauer • 25. August–25. September • Konfizius-Institut an der Freien Universität Berlin
- 2007 Road to China • 15. Juni–30. Juni • XYZ Art Gallery at 798 Dashanzi Art Center, Peking, China[6]
- 2008 Gotische Halle im Schloss, Celle
- 2008 Reflexionen • 3. Mai–8. Juni • Galerie am Kietz, Schwedt[7]
- 2008 East West • 25. Oktober–15. November • XYZ Art Gallery at 798 Dashanzi Art Center, Peking, China
- 2009 Reflections • 3. September–15. Oktober • Konfizius-Institut an der Freien Universität Berlin[8]
- 2012 Berliner Box • 20. September–20. Oktober • ACEC gebouw, Apeldoorn, Niederlande[9]
- 2016 German Expressionism in Henan • Rainbow Box Art Museum, Zhengzhou, China[10]
- 2016 Memories of Tianjin 1998–2009 • Rizz Carlton, Tianjin, China[11]
- 2018 Rhythm – Passion – Impressions • 9.–18. November • Western Art Museum, Tianjin, China